# Арандаспис
Арандасписът (Arandaspis prionotolepis) е вид изкопаема риба, единствена в род арандасписи (Arandaspis). Тя се смята за представител на първите гръбначни животни. Има очи, ноздри и скелет. През 1959 г. в Австралия учени откриват вкаменелости от тази риба, запазили се от преди петстотин милиона години. Рибата е назована така от аборигените.